# AC58 ライフルグレネード
AC 58（フランス語: Anti-Char, 58 mm）とは、フランス陸軍が使用する対装甲車両用の22mmライフルグレネードである。なお、フランス陸軍における正式名称は、Grenade à fusil antichar de 58 mm Mle F1 PABである。

## 設計
AC 58は、弾頭は成形炸薬弾であり、尾部には飛翔姿勢安定用の安定翼が装備されている。信管は弾頭点火弾底起爆式信管（PIBD信管）が採用されており、小銃に装着する際に安全ピンを取り外さないと信管は起爆しない。
AC 58には、発射方式に基づいて以下の派生型が存在する：
F1型
発射薬筒方式を採用しており、空砲で発射される。
F2型
弾丸トラップ方式を採用しており、通常の弾薬で発射される。

## 使用時
AC 58は直接照準で発射する。FA-MASにはアリダード式のライフルグレネード照準器が提供されており、有効射程は75m~100mである。
最適な角度で着弾した場合、250mmの均質圧延鋼装甲(RHA)もしくは800mmの鉄筋コンクリートを貫通可能である。
また、AC 58の弾頭はLuchaire SA製の携帯式対戦車ロケットランチャー、Wasp 58にも流用されている。

## 情報源
- TTA 150, p. 109（リンク切れ）